# Gustavo Suárez
Gustavo Suárez är en ort i Mexiko.   Den ligger i kommunen Manlio Fabio Altamirano och delstaten Veracruz, i den sydöstra delen av landet, 300 km öster om huvudstaden Mexico City. Gustavo Suárez ligger 38 meter över havet och antalet invånare är 193.
Terrängen runt Gustavo Suárez är platt. Runt Gustavo Suárez är det ganska glesbefolkat, med 48 invånare per kvadratkilometer. Närmaste större samhälle är Veracruz, 19,6 km nordost om Gustavo Suárez. Omgivningarna runt Gustavo Suárez är en mosaik av jordbruksmark och naturlig växtlighet.